# 欧洲联盟理事会
欧洲联盟理事会（英語：Council of the European Union），简称欧盟理事会，在歐盟內部也直稱「理事會」，由於是由來自各個歐盟成員國的政府部長所組成的理事會，因此也通稱歐盟部長理事會（Council of Ministers）。欧盟理事会是《里斯本條約》列出的七個歐盟機構中的第三個。與歐洲議會同為歐盟的主要決策機構，一起負責修改、批准或否決擁有倡議權的歐盟執委會的提案，是欧洲联盟事实上的上議院。与民选的欧洲议会不同，欧盟理事会是欧盟成员国的政府间议事机构，各国的理事基于本国政府的立场发表意见。
歐盟理事會和歐盟高峰會是唯二明確具有政府間性質的歐盟機構，出席者代表其成員國行政部門（無論是大使、部長還是國家元首/政府首腦）立場。
理事會以10種不同的組成配置召開會議，會議成員由27名成員國部長（每個成員國一名）組成。這些配置的成員會依據其主題改變；例如，在討論農業政策時，理事會由涵蓋該政策領域的27個成員國部長組成（相關的歐盟執委參與會議但不可投票）。
欧盟理事会肇始于1951年欧洲煤钢共同体的部长特别理事会及1957年罗马条约设立的欧洲经济共同体理事会、欧洲原子能共同体理事会。这三个理事会由1965年合并条约精简为欧洲各共同体理事会，后随1992年马斯特里赫特条约更名为欧洲联盟理事会。在2004年欧盟宪法条约试图将其改称“部長理事會”，与首脑间的歐盟高峰會作区分。但这一条约最终没有得到批准。
歐盟理事會在沒有特殊情況下，通常在比利時首都布魯塞爾召開。

## 组成
理事会没有常任主席，只有轮值主席国，由各成员国轮流出任，每六个月轮换一次。輪值主席國的相關部長將擔任各理事會主席，以確保會議順利進行並製定每日議程。2009年里斯本条约为保障理事会的议事协调性，将三个相邻的轮值主席国划为一组，以协调十八个月内的议事日程。現任歐洲聯盟理事會主席國為匈牙利，於2024年7月1日上任輪值。
欧盟理事会主要任务是帮助整合欧洲共同体各个国家间事务，制定欧盟法律和法规。在预算方面，它和欧洲议会共同拥有决策权。理事会的另一主要權力在货币方面，它负责引导货币交易率方面的政策。
每一個成员国在理事會中都有一名理事，通常就是议题相应领域的政府部长。会议主席由轮值主席国的部长担任，但外交理事会主席是由欧盟外交与安全政策高级代表担任。
在大多數領域，決議是透過有條件多數決（Qualified majority voting）做出，部分領域則是採一致通過，或者採取簡單多數決。通常在一致同意的情況下，只需要諮詢議會即可。但在採用普通立法程序的大多數領域，理事會和議會平等地分享立法和預算權力，這意味著雙方必須同意提案才能通過。在部分領域，理事會可以自行發起新的歐盟法律。
歐盟理事會總秘書處，又稱「理事會秘書處」（Council Secretariat），協助歐盟理事會、歐盟理事會主席國、歐盟高峰會和歐盟高峰會主席的工作。秘書處由歐盟理事會秘書長領導。秘書處下分十一個總署，每個總司由一個署長管理。

## 歷史
理事會最初以「部長特別理事會」的形式出現歐洲煤鋼共同體（ECSC）中，其成立的目的是制衡高級機構（超國家執行機關，現執委會）。原理事會的權力有限，僅與煤炭和鋼鐵有關的問題屬於高級機構的管轄範圍，只有煤炭和鋼鐵以外的決策才需要理事會的同意。整體而言，理事會只審查高級機構（行政部門）。1957年，《羅馬條約》建立了兩個新共同體，並隨之成立了兩個新理事會：歐洲原子能共同體理事會（EAEC）和歐洲經濟共同體理事會（EEC）。然而，由於反對高級機構的超國家權力，其理事會擁有更多權力；新的執行機關被稱為「執委會」。
1965年，理事會面臨「空椅危機」。由於法國總統戴高樂與執委會的農業提案存在分歧等原因，法國抵制了理事會的所有會議。這使理事會的工作陷入停頓，直到第二年盧森堡妥協才解決僵局。儘管這場危機是因委會主席華特·霍爾斯坦的豪賭而引起，他也因此下台，但這場危機也暴露了理事會工作的缺陷。
根據1967年的《合併條約》，歐洲煤鋼共同體的特別部長理事會和歐洲原子能共同體理事會（連同其他獨立機構）合併為「歐洲共同體理事會」，該理事會將作為三個機構的單一理事會。1993年，根據《馬斯垂克條約》成立歐盟後，理事會名稱定為「歐盟理事會」。該條約加強了理事會的地位，在三大支柱體系中增加了更多政府間要素。然而，與此同時，議會和執委會在共同體支柱內部也得到了加強，削弱了理事會獨立行動的能力。
《里斯本條約》廢除了支柱制度，並賦予議會更多權力。該條約還將理事會的高級代表與執委會的外交政策負責人合併為新職位，並擔任外交事務理事會主席。歐盟高峰會被宣佈為獨立於理事會的機構，也設有常任主席，並且在條約中首次提到了不同的理事會配置。
理事會的發展特徵是議會權力的增強，理事會必須與議會分享立法權。議會經常反對理事會的期望，因為理事會的政府間制度與發展中的議會制度和超國家原則相矛盾，這導致兩個機構間在某些情況下發生衝突。

## 職權
理事會的主要目的是充當歐盟立法部門的兩個否決機構之一，另一個是歐洲議會。他們共同修改、批准或否決歐盟執委會的提案，而歐盟執委會擁有提出法案的唯一權力。理事會與議會共同擁有歐盟的預算權，理事會在政府間領域（如外交政策和宏觀經濟協調）擁有比議會更大的控制權。最後，在《里斯本條約》生效之前，理事會擁有授予歐盟執委會的歐盟行政權。儘管條約中並未提及，有些人認為理事會相當於歐盟立法機構的上議院。理事會代表歐盟成員國的行政部門，總部設在布魯塞爾的歐羅巴大廈。
理事會在歐盟執委會的組成中也扮演著重要角色。由總務委員會組成的理事會在與執委會當選主席達成協議後，通過由成員國提出的執委會候選人名單。

### 立法程序
歐盟的立法權分為理事會、議會和執委會。隨著這些機構的關係和權力的發展，制定了各種立法程序來通過法律。早期的準則是「執委會提案，理事會決定」，但現在絕大多數法律都受普通立法程序（Ordinary legislative procedure）的約束，其運作原則是法律通過前須得到理事會與議會雙方的同意。
根據這項程序，執委會向議會和理事會提出提案。一讀後，議會可能會提出修正案。如果理事會接受修正案，那麼該立法就會獲得批准。如果不這樣做，那將行使「共同立場」（Common position）流程，並將新版本提交給議會。在二讀時，議會可對理事會的提案提出進一步的修改，如果議會批准文本或不採取行動，文本將獲得通過。歐洲議會議員可以以絕對多數否絕。如果理事會仍然不批准議會立場，則文本將提交給由理事會成員加上同等數量的歐洲議會議員組成的「調解委員會」。如果委員會要通過聯合文本，必須由理事會和議會三讀批准，否則該提案將被廢棄。
其他少數執行特別立法程序（Special legislative procedures）的領域是司法和內政、預算和稅收以及其他政策領域的特定方面，例如環境政策的財政方面。在這些領域，理事會或議會單獨進行立法審議。所使用的程序也取決於所使用的機構法類型。最強而有力的法案是直接適用於其全部內容的法規、法案或法律。有些指令是將約束成員必須實現某些目標，但他們須透過自己的法律來達成，因此在決定這些目標時有緩衝餘地。決策是針對特定個人或群體並直接適用的文書。機構也可發佈建議和意見，但這些建議和意見只是不具約束力的聲明。
理事會有三種方式進行投票；一致決、簡單多數決或條件多數決（Qualified majority）。在大多數情況下，理事會透過條件多數決對議題進行投票，這意味著必須要有至少55%的成員國同意（至少15個），這些成員國加起來至少代表歐盟人口的65%。「阻止少數」（Blocking minority）需要至少4個成員國組成，即使反對國佔人口的35%以上。

### 決議
理事會決議不具法律效力。通常，理事會的目的是列出特定政策領域的未來工作或邀請執委會採取行動。如果決議涵蓋的政策領域不完全屬於歐盟的職權範圍，則該決議將作為「理事會和成員國政府代表的決議」發布。例如，1989年9月26日關於共同體轉包發展的理事會決議和2001年11月26日關於消費者信貸和債務的理事會決議。

### 外交事務
共同外交與安全政策理事會所使用的法律文件與立法行為不同。共同外交與安全政策包括了「共同立場」（Common positions）、「聯合行動」（Joint actions）和「共同戰略」（Common strategies）。共同立場是指確立歐洲對特定第三國（例如促進緬甸的人權和民主）、某個地區（例如非洲大湖區的穩定努力）或某個議題（例如支持國際刑事法院）的外交政策。共同立場一旦成立，對所有歐盟國家都具有約束力，他們必須遵循並捍衛定期修訂的該政策。聯合行動是指各國為實現某一目標而部署資源的協調行動，例如掃雷或打擊小型武器擴散。共同戰略定義了一個目標，並將歐盟的資源用於該任務四年。
理事會就外交事務問題進行投票時採取一致決，因為共同外交和安全政策是一個「敏感」問題。《歐盟條約》第31條規定了這項規則的例外情況，理事會可在某些情況採用特定多數決投票的情況。第31條規定了有關高架橋條款（Passerelle clause）以及成員國棄權的可能性。此外，第31條也規定了「定義歐盟行動或立場的決定」的暫緩執行（Derogation）。2023年底和2024年初，由於匈牙利總理維克多·奧班抵制歐盟對烏克蘭的援助，理事會就外交事務問題採取的一致決成為頭條新聞。在最近的例子中，理事會在與匈牙利領導人討論後得出了統一結論。此前，2023年底，奧班在理事會就烏克蘭加入歐盟談判進行投票時離開了房間，這確保了理事會在無人否決的情況下通過該議題。

### 預算權力
立法部門擁有歐盟的預算權力。歐盟的預算（約1,550億歐元）受到某種形式的普通立法程序的約束，只需一讀即可賦予議會批准整個預算的權力（2009年之前，其影響力僅限於某些領域），與理事會享有同等立足點。如果雙方有分歧，就會像立法提案一樣提交給調解委員會。但如果聯合調解文本未獲批准，議會可通過預算。除預算外，理事會還協調成員國的經濟政策。

## 組織
理事會的議事規則包含其組織和運作所需的規定。

### 主席國
理事會主席不是單一職位，而是由成員國政府擔任。主席國職位每六個月按照理事會成員預先確定的順序在各成員國之間輪換。從2007年起，每三個成員國（三重主席國，Trio- presidency）就一項共同議程進行為期18個月的合作，但同一時間只有一個成員國擔任主席國，任期通常為六個月。例如，2007年下半年的主席國葡萄牙，是三重主席國中的第二位，另兩國是德國和斯洛維尼亞。理事會以各種形式舉行會議（如下所述），因此其成員會根據議題調整。理事會主席由擔任主席國的成員擔任。下屆主席國的代表除了協助主席國成員，並可依要求接手工作。然而，外交事務委員會是個例外，自《里斯本條約》生效以來，該委員會一直由高級代表擔任主席。
主席國的職責是行政和政治。在行政方面，主席國負責理事會任期內的程序和組織工作。這包括召集理事會召開會議以及指導常駐代表委員會（COREPER）、其他委員會和工作小組的工作。政治方面，主席國是理事會成功處理議題和調解的角色，透過制定理事會議程，使得主席國在任期內對理事會的工作具有重大影響力。主席國除了在歐盟內部代表理事會，也在國際上（例如在聯合國）代表歐盟。

### 配置

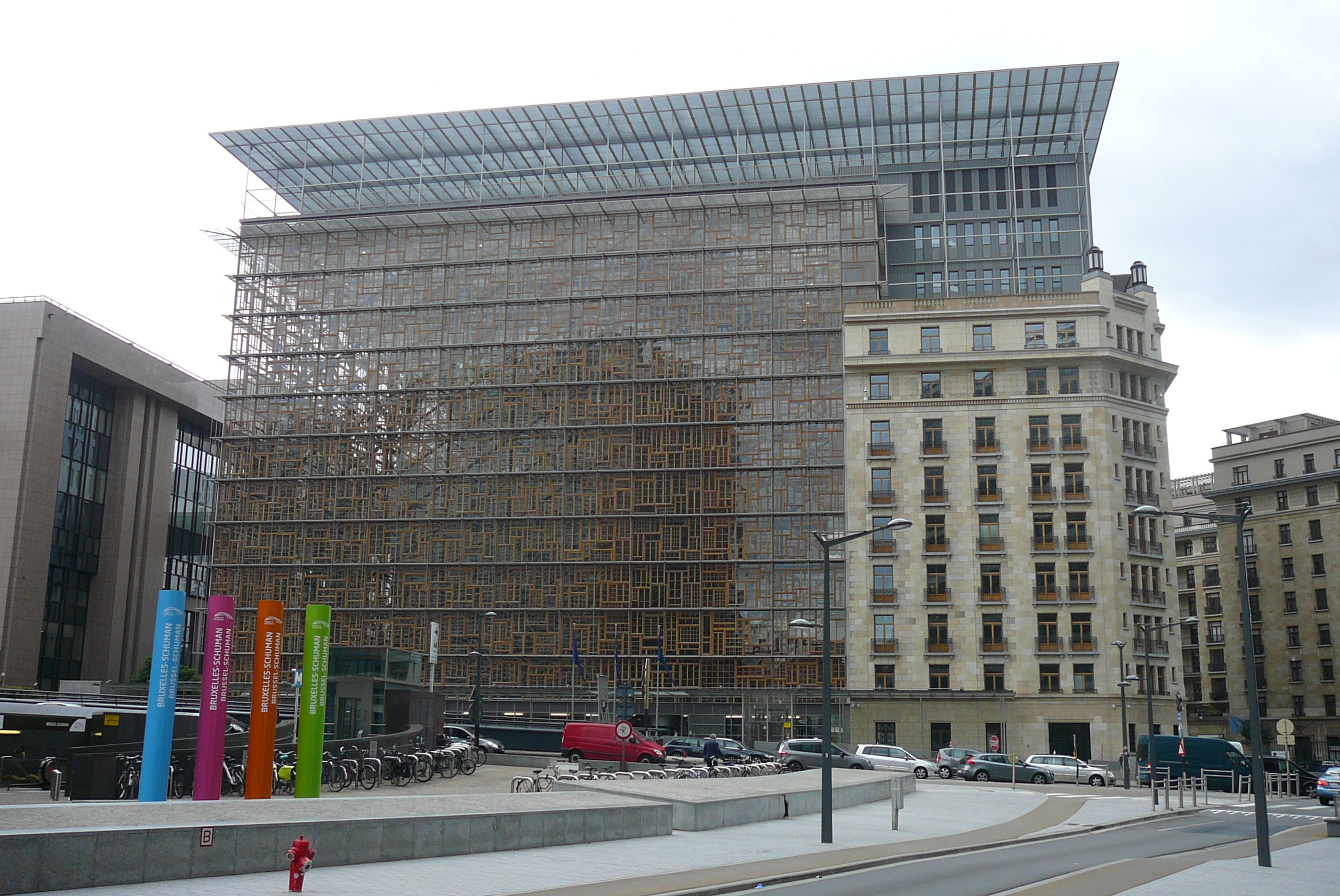
2017起，歐羅巴大廈成為理事會所在地。

從法律上來說，理事會是一個單一實體（這意味著從技術上來看，任何理事會配置都可以通過任何其他理事會職權範圍內的決議），但實際上分為幾個不同的理事會配置。《歐洲聯盟條約》第 16 條第(6)款規定：
理事會應以不同配置舉行會議，其名單應依據《歐盟運作條約》第236條決定。
總務理事會應確保不同理事會配置的工作一致性。它應與歐盟高峰會和歐盟執委會主席溝通，準備並確保歐盟高峰會會議的後續行動。
外交理事會應根據歐盟高峰會制定的戰略指導方針制定歐盟的對外行動，並確保歐盟行動的一致性。
每個理事會配置涉及不同的職能領域，例如農業和漁業。該理事會由各成員國政府負責該領域的部長組成：農業和漁業部長。該理事會的主席由主席國成員擔任（見上文）。同樣地，經濟和金融事務理事會由各國財政部長組成，仍然是每個成員國一名，主席由主席國成員擔任。除三個主要配置（下述前三項）每月舉行一次會議外，其他理事會全年不定期舉行會議。截至2020年，共有十種配置：
總務理事會（GAC）總務理事會負責協調理事會的工作、籌備歐盟高峰會會議並處理跨理事會組織的議題。
外交理事會（FAC）由高級代表而非主席國擔任主席，負責處理共同外交與安全政策（CFSP）、共同安全與防務政策（CSDP）、貿易和發展合作。有時會加入防衛配置。
經濟與財政理事會（Ecofin）由成員國經濟部長和財政部長組成。該理事會透過一個僅由歐元區成員國部長組成的非正式小組處理預算和歐元區事務。
農業與漁業理事會（Agrifish）由成員國農業和漁業部長組成。負責審議有關共同農業政策、共同漁業政策、林業、有機農業、食品和飼料安全、種子、農藥和漁業的事務。
司法與內政理事會（JHA）由成員國的司法部長和內政部長組成。負責事務包含民事保護。
就業、社會政策、衛生與消費者事務理事會（EPSCO）由就業、社會保護、消費者保護、衛生和平等機會部長組成。
競爭理事會（COMPET）2002年6月由內部市場、工業及研究三個理事會合併成立。根據議程的不同，由負責歐洲事務、工業、旅遊和科學研究等領域的部長組成。隨著《里斯本條約》的生效，歐盟獲得了太空事務的權限，太空政策歸屬競爭理事會。
交通、電信與能源理事會（TTE）成立於2002年6月，將三項政策領域合併為一種配置，其組成根據議程上的具體項目而有所不同。約每兩個月舉行一次會議。
環境理事會（ENV）由環境部長組成，每年舉行四次會議。
教育、青年、文化與體育理事會（EYC）由教育、文化、青年、通訊和體育部長組成，每年舉行三到四次會議。其範圍涵蓋視聽議題。
政治與安全委員會（Political and Security Committee, PSC）聚集大使來監控國際局勢並在共同外交與安全政策下制定政策。歐盟高峰會與理事會的結構類似，運作方式也類似，但是是由國家領導人（政府或國家元首）組成，並自2019年起有自己的主席夏爾·米歇爾。該機構的目的是確立歐盟整體的「動力」。歐盟高峰會負責處理重大議題，例如任命參加該機構會議的歐盟執委會主席。
經濟與財政理事會（Ecofin）的歐元區組成部分，即歐元集團，是一個擁有自己主席的正式小組。歐盟高峰會的對應機構是2011年正式召開的歐元峰會與經濟貨幣聯盟下的穩定、協調和治理條約（TSCG）。
在歐盟和歐洲太空總署（ESA）框架協議生效後，歐盟理事會和歐洲太空總署理事會聯合召開部長級聯合會議「太空理事會」，討論歐盟太空計畫的實施問題。

### 行政
理事會總秘書處為理事會提供基礎設施，負責會議準備、報告起草、翻譯、記錄、文件、議程以及協助主席工作。理事會秘書長領導總秘書處。秘書處分十一個總署，每個總署由一個署長管理。
常駐代表委員會（COREPER）是一個由各國代表（大使、公務員等）組成的機構，每週舉行會議，準備理事會的工作和任務。委員會負責監督和協調，並就共同決策立法與議會溝通。委員會分為代表（Coreper II）和副手（Coreper I）兩個小組。農業由農業特別委員會（SCA）單獨處理。工作小組透過委員會小組或農業特別委員會向理事會提交報告。

## 理事會內的各國政府組成
《里斯本條約》要求從2014年11月1日起將大多數情況下的投票制度改為雙倍多數的有條件多數決，取代投票加權制度。理事會所做的決定必須有代表至少65%歐盟人口的55%成員國同意。
幾乎所有理事會成員都是國家政黨的成員，其中大多數是歐洲層級政黨的成員。然而，理事會的組成是代表成員國而不是政黨，許多成員國採聯合政府的性質意味著，理事會不同配置中的政黨劃分會根據各個國內政黨所分配的內閣職位而有所不同。成員國政府的意識形態確實會影響理事會制定的法律性質，以及國內政黨對歐洲議會議員施加壓力影響投票的程度。

## 驻地
根據1992年12月歐盟高峰會在愛丁堡的決議，理事會設在布魯塞爾，但在4月、6月和10月到盧森堡市舉行會議。1952年至1967年，歐洲煤鋼共同體理事會在盧森堡市軍事廣場的環形市政廳舉行盧森堡市會議。其秘書處曾多次搬遷，1955年至1967年間，其總部設在該市的韋洛倫科斯特區。1957年，隨著擁有自己理事會的兩個新共同體成立，現任主席獲得了選址的自由裁量權。實際上，直到1958年秋天，理事會一直位於公爵夫人谷城堡，隨後搬到了布魯塞爾的拉文斯坦街2號。
1965年關於新合併機構所在地的協議規定，理事會將設在布魯塞爾，但4月、6月和10月在盧森堡市舉行會議。歐洲煤鋼共同體秘書處從盧森堡市遷至位於布魯塞爾拉文斯坦大樓的合併機構理事會秘書處。1971年，理事會及其秘書處搬進了執委會貝爾萊蒙大廈旁的查理曼大廈，但空間很快就不敷使用，秘書處的行政部門搬到了約瑟夫二世街76號的一棟建築。1980年代，語言部門搬到了內維恩斯（Nerviens）、弗雷爾-奧爾邦（Frère Orban）和吉瑪（Guimard）大廈。
然而，其員工仍在增加，因此繼續租用弗雷爾-奧爾邦大廈來容納芬蘭語和瑞典語部門。隨著職員不斷增加，理事會還租下了尤斯圖斯·利普修斯（Justus Lipsius）、科滕貝赫（Kortenberg）、傅華薩（Froissart）、羅林空間（Espace Rolin）和沃呂威高地（Woluwe Heights）大廈。
理事會在盧森堡市基希貝格會議中心（Kirchberg Conference Centre）舉行會議舉行會議，其辦公室設在基希貝格高地的歐洲中心（European Centre）。理事會偶爾也會在史特拉斯堡、其他城市或是歐盟外舉行會議：例如1974年，當貿易和能源談判正在進行時，理事會在東京和華盛頓特區舉行會議。根據理事會現行議事規則，在特殊情況下，理事會可以在布魯塞爾和盧森堡外舉行一次會議。
自 2017 年起，歐盟理事會和歐盟高峰會均採用專門建造的歐羅巴大廈作為其官方總部，但仍繼續使用鄰近的尤斯圖斯·利普修斯大廈設施。新建築的焦點是主會議室所在的獨特多層「燈籠」形結構，這兩個歐盟機構的新官方標誌都採用了這一點。